# Tumba del soldado desconocido (Damasco)
La Tumba del soldado desconocido (en árabe: ضريح الجندي المجهول), es un monumento de guerra, dedicado a los soldados de Siria muertos en batalla. Es visitado cada año por el presidente de Siria el Día de los Mártires (el 6 de mayo).

## Historia
El monumento fue diseñado por el Prof. Dr. (en Arquitectura) Abdo Kass-Hout y el profesor, Mahmoud Hammad, que ganaron un concurso organizado por el Ministerio de Defensa sirio.
Erigido en 1994, el monumento cuenta con una cúpula, que simboliza el universo, y un arco, que simboliza la victoria Hay una sala bajo la cúpula, con cinco grandes pinturas que representan las batallas de la historia árabe y siria: la Batalla de Yarmuk (636), la batalla de Hattin (1187), la batalla de Maysaloun (1920), la batalla del Monte Hermon (1973) y la batalla del sultán Yacoub (1982).